# Macrocera unispina
Macrocera unispina är en tvåvingeart som beskrevs av Freeman 1970. Macrocera unispina ingår i släktet Macrocera och familjen platthornsmyggor. Inga underarter finns listade i Catalogue of Life.